# Civis mit Sonde
Civis mit Sonde ist eine seit 1954 vierteljährlich erscheinende politische Zeitschrift. Adressaten der Zeitschrift sind nach eigener Darstellung Studenten, Wissenschaftler sowie Mitglieder und Funktionsträger der Unionsparteien.

## Inhalte und Autoren
Jedes Magazin besitzt ein bestimmtes Oberthema und ist in verschiedene Bereiche untergliedert: „Im Gespräch“, „Standpunkte“, „Kontraste“, „Aus aktuellem Anlass“, „Angelesen“ und „Getroffen“. Den Aufhänger bildet meist ein Doppelinterview zwischen zwei prominenten Persönlichkeiten des öffentlichen Lebens. Es folgen in der Regel Meinungsbeiträge zum Heftthema sowie Beiträge zu aktuellen politischen Themen. Ergänzt werden diese häufig durch Buchrezensionen, Briefwechsel, Gegenüberstellungen oder Personenportraits.
Zu den Autoren vergangener Ausgaben zählen unter anderem Angela Merkel, Wolfgang Schüssel, Sebastian Kurz, Sabine Leutheusser-Schnarrenberger, Karl-Theodor zu Guttenberg, Eckhard Jesse, Manfred Weber, Jens Spahn, Alexander Graf Lambsdorff, Friedrich Merz, Peter Tauber, Armin Laschet, Julia Klöckner, Thomas Strobl, Martin Jäger oder Bernhard Vogel.

## Herausgeber
Die aktuellen Herausgeber sind Mario Voigt, Dorothee Bär, Ursula Männle, Arnold Vaatz, Matthias Wissmann und der jeweils amtierende Bundesvorsitzende des Ringes Christlich-Demokratischer Studenten (RCDS).

## Geschichte
Die Zeitschrift ist aus der Vereinigung der Zeitschriften Civis und Sonde hervorgegangen. Beide kommen aus dem Umfeld des Ring Christlich-Demokratischer Studenten. 
Der Civis wurde 1954 von Johannes Gross und Rüdiger Altmann in Marburg gegründet. Strukturell verstand er sich als Theorieorgan des RCDS, der damals in erster Linie staatsbürgerliche Grundpositionen als Inhalt seiner Politik hatte. Dementsprechend war der Civis in erster Linie an Studenten aller Fachrichtungen adressiert, die christlich-sozialem, wertkonservativem und liberalem Gedankengut gegenüber aufgeschlossen waren. 
Nach einer Unterbrechung in den 1970er Jahren wurde der Civis Anfang der 1980er Jahre wieder als RCDS-Publikation herausgegeben. Dabei hatte er ein stärker wissenschaftliches Profil bekommen, war aber stets die Theoriezeitschrift des RCDS-Bundesverbandes geblieben.
Die Sonde wurde 1969/70 unter der Federführung von Wulf Schönbohm gegründet. Zu den langjährigen Redaktionsmitgliedern gehörten u. a. Hans Reckers, Friedbert Pflüger und Stephan Eisel. Die Zeitschrift fungierte zwar in der Anfangszeit auch als Sprachrohr des damaligen RCDS-Bundesvorstands, hatte aber von Anfang an eine andere Zielrichtung als der Civis.
1995 fusionierten beide Zeitschriften zu Civis mit Sonde. Eine organisatorische Bindung an den RCDS-Bundesvorstand besteht durch die Mitherausgeberschaft des amtierenden RCDS-Bundesvorsitzenden. 2014 fand eine Neukonzeption des Heftes statt. Seitdem erscheint das Magazin neben der Druckausgabe online auch als E-Book.

## Redaktion
Die Redaktion der Zeitschrift wird derzeit von den Chefredakteuren Jannik Abt und Johann Fiedler geführt.